# Benjamin Constant do Sul

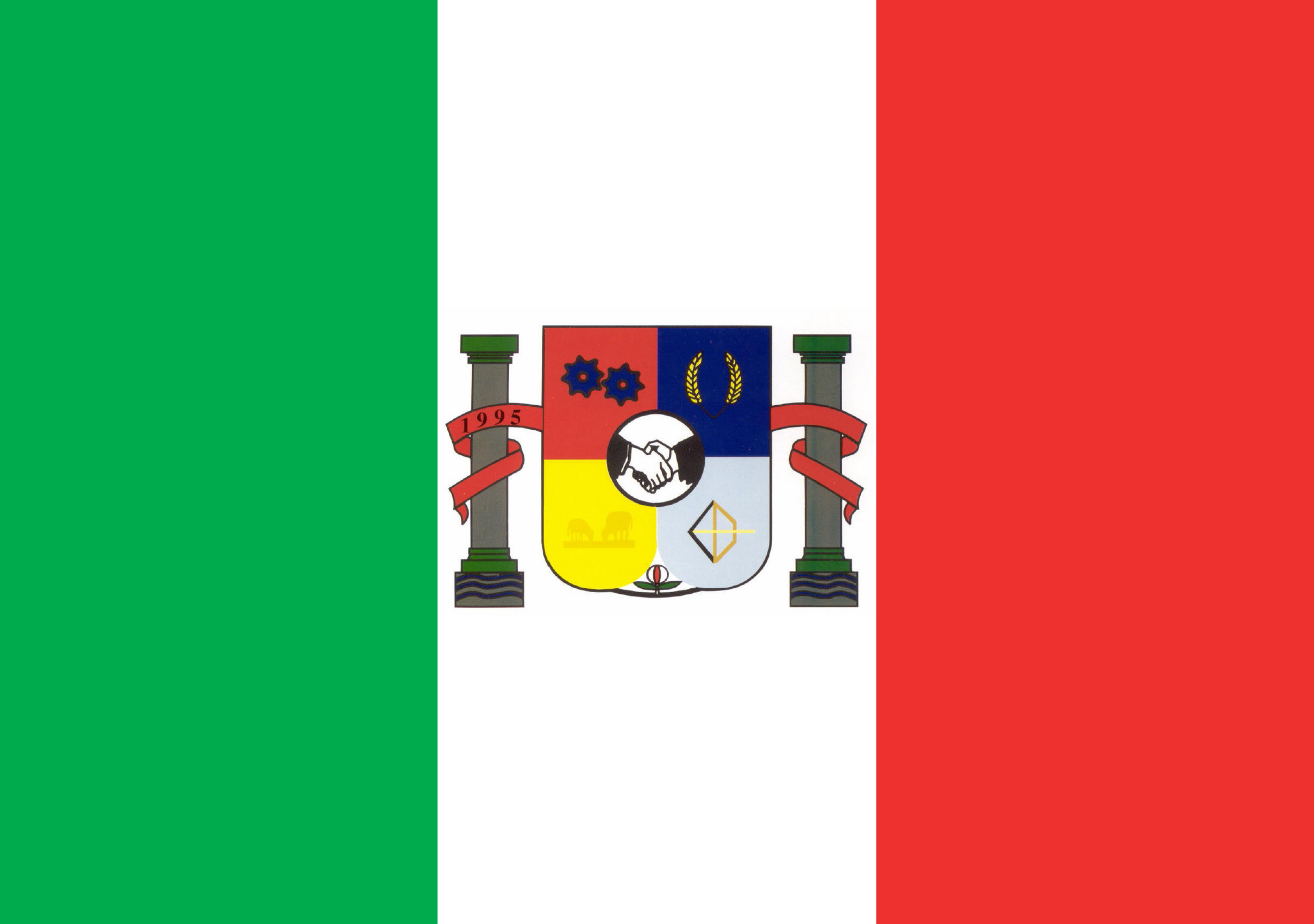
Drapeau de Benjamin Constant do Sul

Benjamin Constant do Sul est une municipalité brésilienne située dans l'État du Rio Grande do Sul.